# Enquêterecht
Das Enquêterecht ist ein allgemeines Sonderprüfungsrecht zur Kontrolle durch Einsetzung von Untersuchungsausschüssen. Es zählt zu den zentralen Kontrollbefugnissen des deutschen Bundestages und des österreichischen Nationalrates und stellt hier in besonderer Weise ein Recht der Minderheit auf Kontrolle der von der parlamentarischen Mehrheit getragenen Regierung dar.
Zu unterscheiden von dem Enqueterecht auf Kontrolle durch Untersuchungsausschüsse ist das Recht auf Einsetzung einer Enquete-Kommission. Enquete-Kommissionen sind aus Abgeordneten und Nichtparlamentariern zusammengesetzt. In Abgrenzung zu Untersuchungsausschüssen dienen sie nicht zuvörderst der Untersuchung von Missständen, sondern der Untersuchung von Lösungen und haben dafür auch nicht die förmlichen Untersuchungsinstrumente der Beweisaufnahme wie Untersuchungsausschüsse. 
Auch in den meisten deutschen Landesparlamenten gibt es ein Minderheitsrecht auf Einsetzung einer Enquete-Kommission. Das erforderliche Quorum für die Unterstützung durch die Abgeordneten reicht von einem Drittel in Brandenburg und Nordrhein-Westfalen über ein Viertel in Berlin bis zu einem Fünftel in Bayern, Hamburg und Hessen. In Bremen, Mecklenburg-Vorpommern, Niedersachsen, Sachsen und Thüringen jedoch bedarf es eines Mehrheitsbeschlusses für die Einsetzung einer Enquete-Kommission.